# ゆっくり茶番劇商標登録問題
ゆっくり茶番劇商標登録問題（ゆっくりちゃばんげきしょうひょうとうろくもんだい）とは、動画共有サービスのYouTubeやニコニコ動画において動画のジャンルを表す単語として使用されている「ゆっくり」を含む「ゆっくり茶番劇」について、2022年にYouTuberである柚葉/Yuzuha（以下、「柚葉」と表記）が商標権を取得し、この単語を使用する動画投稿者などから1年あたり10万円の使用料の徴収等を試み、Twitter、5ちゃんねるを中心としたプラットフォーム上で大きな反発を招いた騒動のことである。騒動の結果、同年5月28日付で、商標登録は放棄された。その後、ニコニコ動画を運営するドワンゴが本登録商標について無効審判を請求したことで、登録から放棄までの権利も無効となり、本登録商標に係る商標権が完全に消滅した。

## 背景
「ゆっくり」とは、通称「ゆっくりボイス」と呼ばれる音声合成エンジン「AquesTalk」を使用して映像に抑揚のない棒読みの音声を追加した、配信動画のジャンル・カテゴリーの一種である。同人ゲーム『東方Project』のそれぞれ主人公である「博麗霊夢」と「霧雨魔理沙」やその他キャラクターをモチーフにした「ゆっくり」を映像中に配置することもある。このような動画の数々は2008年にはジャンルとして定着しており、騒動のあった時点でニコニコ動画では約80万本以上の動画が配信されていた。

## 騒動の経緯・時系列
- 2021年9月13日 -「ゆっくり茶番劇」の商標が柚葉により特許庁に出願される（商標出願2021-114070号）[1]。
- 2021年9月28日 -「ゆっくり茶番劇」の出願が公開される（商標公報2021-114070号）[1]。
- 2022年2月21日 - 登録査定・登録料納付が行われる[注釈 1][1]。
- 2022年2月24日 - 商標登録される（第6518338号）[1]。
- 2022年3月4日 - 商標掲載公報が公開される[1]。
- 2022年3月8日 - 登録証が交付される。
- 2022年5月4日 - 異議申立て期間が経過したとみられる[注釈 2]。
- 2022年5月15日 - 柚葉がTwitterで「ゆっくり茶番劇」の商標権を取得したと発表[5]。YouTubeにも商標使用に関する要綱を纏めた動画が投稿された[6]。この時点で異議申立て期間が経過していたこともあり、この発表を受け、各所から反発が広がる騒動へと発展した。
- 2022年5月16日 - 騒動を受け、出願を代理した特許事務所が謝罪[7]。また、商標を取得したとする柚葉がTwitterにて、ライセンス使用料を不要にすると発表[2]。ただし、権利は保持すると主張[2]。
- 2022年5月20日 - Coyu.Liveが柚葉を無期限会員停止処分とした[2]。
- 2022年5月21日 - 同事務所が柚葉が商標放棄手続きを5月23日から開始するとTwitterにて発表[2]。
- 2022年5月23日 - ドワンゴが当問題について商標の無効審判や「ゆっくり」のドワンゴによる商標登録に関する会見を行う[3]。
- 2022年5月24日 - 柚葉がTwitter上で2022年5月23日付で当該商標の抹消登録申請を行ったことを公表[5]。
- 2022年5月25日 - 「ゆっくり茶番劇」の商標登録が抹消登録された[1]。
- 2022年6月1日 - Coyu.Liveより抹消申請書が受理、登録されたことを公表[8]。また、ドワンゴが「ゆっくり実況」「ゆっくり解説」「ゆっくり劇場」を5月24日に商標登録出願した旨を発表[9]。
- 2022年8月8日 - ドワンゴが「ゆっくり茶番劇」について商標登録無効審判を請求した（無効2022-890065号）[1]。
- 2023年2月7日- 特許庁はドワンゴからされていた「ゆっくり実況」「ゆっくり解説」「ゆっくり劇場」の商標登録出願に対し拒絶理由を通知した[10][9][注釈 3]。
- 2023年7月12日 - 特許庁は「ゆっくり茶番劇」について無効審決の決定を通知した[1][9]。
- 2023年7月20日 - 特許庁は「ゆっくり茶番劇」の商標登録を無効とする審決を下した[1]。
- 2023年7月26日 - 特許庁はドワンゴからされていた「ゆっくり実況」「ゆっくり解説」「ゆっくり劇場」の商標登録出願に対し拒絶査定を下した[11][12][13]。

## 商標登録発表後の経過
2022年5月15日、「インターネットを利用して行う映像の提供」等の役務に使用する標章「ゆっくり茶番劇」について、柚葉は商標権（第6518338号）を取得したことを公表した。柚葉は、本商標の（営利目的での）使用において年間10万円（税別）の使用料を請求すると発表した。
東方Projectとは全くの無関係である第三者が「ゆっくり茶番劇」の商標権を取得し、当該商標権の行使を試みたことから、インターネット上では批判の声が多く上がった。また、発表が異議申立て期間を過ぎてから行われた点や、使用料を請求すると発表した点にも批判が寄せられた。署名サイトchange.orgでは、有志により商標権の放棄を求める署名活動が始められた。
同日、ゆっくり茶番劇の動画に使用されるキャラクター、「ゆっくり」の由来「東方Project」の原作者でもあるZUNが騒動を認知していると発表した。ニコニコ動画を運営するドワンゴの栗田穣崇が、同サイトを利用する動画投稿者への影響を調査し必要に応じて対応を取ると声明を出した。なお、いわゆる「ゆっくりボイス」に使われているAquesTalkの権利を販売しているAquest社は、この日に声明を出していない。
Youtubeやニコニコの動画投稿者の一部は、商標権の回避のために「ゆっくり茶番劇」に文字を加える・削除するなどで一時的に対応した。
本騒動について複数の動画投稿者がブログやTwitter上で反応した。2ちゃんねる（現5ちゃんねる）創設者の西村博之（ひろゆき）が本件について「ZUNさんも色々と大変だなぁ、、、」と言及した。Twitterでは、関連ワードがトレンド1位となった。
一方で、当該商標権について柚葉の所属事務所のCoyu.Liveは、「所属規約および所属契約への違反が認められた」として柚葉を警告処分としたことを発表した。
2022年5月16日午前4時ごろ、商標登録出願を代理した特許事務所が所在する地域のポータルサイトに対し、柚葉と同特許事務所を名乗った爆破予告が行われた。これを受け、山万ユーカリが丘線などの運行に影響が出た。
2022年5月17日、Coyu.Liveは、柚葉に対し「使用料無償化」、「煽るようなツイートの削除」、「今後のツイート内容の見直し」、「謝罪」を要請したと公式Twitterにて発表した。
2022年5月17日、柚葉は、批判を受けて使用料は不要とすると発表したが、権利は柚葉のものと主張した。
同日、本騒動が日本テレビやTBSテレビなどの地上波放送局でも報道された。
2022年5月18日、当該商標の出願の時点で柚葉はCoyu.Liveに所属していなかったとして、同事務所は商標登録には全くの無関係とコメントした。しかし、所属ライバーが問題を起こしたとして今後も対応を続けていくと発表した。
2022年5月20日、株式会社ドワンゴは「文字商標『ゆっくり茶番劇』に関するドワンゴの見解と対応について」とした公式発表を公開した。見解では、「【ゆっくり茶番劇】+動画タイトル」や「【ゆっくり劇場】+動画タイトル」のような動画をニコニコ動画に投稿することは当該商標登録にかかる商標権を侵害することはなく、問題はないと考えていると示した上で「そもそも『ゆっくり茶番劇』は動画のジャンルやカテゴリー、動画の内容を広く示す表示として広く一般に使用されている文字列であるという認識であり、特定の企業や個人が独占すべき文字列ではない」とした。東方Projectの原作者ZUNは、法律事務所と相談したところ東方Projectの二次創作としてゆっくり茶番劇を使用するのであれば、商標権の効力は及ばないと公表し、今後の対応はドワンゴで行うと発表した。
2022年5月24日、松野博一内閣官房長官（当時）は記者会見で、ゆっくり茶番劇商標登録問題について質問を受け「個別の事案についてはコメントを差し控える」とした上で、「二次創作はネットなどにおいて独自の文化として発展したもの」という認識を示し、「適切かつ正当に保護されることが重要」と回答した。
2022年5月27日、ドワンゴはゆっくり茶番劇商標登録を理由に、投稿者が自ら削除した動画を窓口に問い合わせた場合は復旧すると発表した。なお対象期間は3ヶ月以内であり、それを超えると復旧が困難になるとしている。
2022年6月1日、柚葉が自身のTwitterアカウントを削除したと見られるとITmediaが報じた。

## ドワンゴによる商標登録出願
2022年5月23日、ドワンゴの栗田穣崇専務取締役は、「ゆっくり」のジャンル・カテゴリーを示す表示として広く使われている複数の文字列を対象に、商標登録出願をすると発表した。出願の意図について、「ドワンゴが権利行使をするために出願するわけではない。もし、ネット動画のジャンル・カテゴリーを表す表示として一般的に使用されていることを理由に特許庁が商標登録〔ママ〕を拒絶すれば、誰も商標登録できないことが明らかになる」と説明した。悪意ある第三者による商標登録出願を防ぐためとして、出願予定の文字列は公表されなかった。また、仮に商標権を取得できた場合でも一切権利行使しないと宣言した。
2022年5月24日、ドワンゴは「ゆっくり実況」「ゆっくり解説」「ゆっくり劇場」について商標登録出願を行った（商標出願2022-058346、商標出願2022-058347、商標出願2022-058348）。
2023年2月13日、特許庁は、ドワンゴの「ゆっくり実況」「ゆっくり解説」「ゆっくり劇場」の出願について、自他識別機能を有さない（商標法3条1項3号、同条6号）を理由とする拒絶理由を通知した。
審査官は「ゆっくり実況」（商標出願2022-058346）の拒絶理由通知において、以下の理由により出願に係る商標が商標法3条1項3号に該当するとした。
本願指定商品・役務〔編集者注：インターネットを利用した映像又は動画の提供等〕を関連する分野において、「ゆっくり実況」の文字は、「「ゆっくりしていってね！！！」や「ゆっくり」と称されるイラストや、日本語音声合成ソフトから生成された音声が用いられている、ゲーム等の様子を実況する動画」を表すものとして広く使用されており、多数の者により動画が作成・配信されている実情も見受けられます（別掲参照）。
そうすると、本願商標を本願の指定商品・役務中、下記の指定商品・役務に使用したときは、これに接する取引者、需要者は、当該商品・役務が「「ゆっくりしていってね！！！」や「ゆっくり」と称されるイラストや、日本語音声合成ソフトから生成された音声が用いられている、ゲーム等を実況する動画や創作した物語の動画」を内容とするものであることを表したものと理解、認識するにとどまるものことから、本願商標は、商品の品質又は役務の質（内容）を普通に用いられる方法で表示する標章のみからなるものと認められます。
また、審査官は上記拒絶理由通知で、以下の理由により出願に係る商標が商標法3条1項6号に該当するとした。
本願商標をその指定商品・役務に使用しても、これに接する需要者等は、当該商品・役務が「「ゆっくりしていってね！！！」や「ゆっくり」と称されるイラストや、日本語音声合成ソフトから生成された音声が用いられている、ゲームとの様子を実況する動画」であることを表したものと認識するにとどまるものとみるのが相当であって、自他商品・役務の識別標識としての機能を果たし得ないものというべきです。
2023年2月24日、ドワンゴは、上記拒絶理由通知が自身の見解と概ね一致しているため、反論を行わず、拒絶査定を受け入れることを発表した。
2023年7月26日、特許庁は、上記の拒絶理由が解消されなかったことを理由にドワンゴの「ゆっくり実況」「ゆっくり解説」「ゆっくり劇場」の出願に拒絶査定をした。これにより、第三者が「ゆっくり実況」「ゆっくり解説」「ゆっくり劇場」について商標権を取得できない見込みとなった。

## 商標登録の無効審判
2022年5月23日、ドワンゴは、商標権者が「ゆっくり茶番劇」に係る商標権の放棄交渉に応じなかった場合は、無効審判請求をすると発表した。
2022年6月2日、ドワンゴの栗田穣崇専務取締役は「ゆっくり茶番劇」が登録されるべきでなかったことを確認するために、無効審判を請求することをTwitterにて公表した。
2022年8月8日、ドワンゴは「ゆっくり茶番劇」（以下、本件商標）の元商標権者である柚葉に対して無効審判を請求した（無効2022-890065）。

### ドワンゴの主張
ドワンゴは、審判請求書において、以下の理由により、本件商標は、一私人の独占に適さない商標又は自他役務識別力を欠く商標である（商標法3条1項３号、同項6号）ため、本件商標は無効にされるべきであると主張した。
本件商標は、動画のジャンルやカテゴリーについて、「「ゆっくりキャラ」に「ＳｏｆＴａｌｋ」等を用いた合成音声を合わせ、会話劇のように構成された動画」という一定の内容を本件商標の指定役務の需要者又は取引者に明らかに認識させるものである。
本件商標は、動画の提供という業界にとどまらず、出版業界やゲーム業界などの業界においても、そこで提供されるコンテンツの内容を示すものとして一般的に理解されている可能性が十分に存在する。
また、ドワンゴは、審判請求書において、公序良俗に反する（商標法4条1項7号）ため、本件商標は無効にされるべきであると主張した。
被請求人〔編集者注:柚葉〕は、動画の提供や閲覧に関わる多くの需要者が本件商標を使用し又は使用を欲していることを十分に認識した上で、本件商標が登録されていないことを奇貨として本件商標を出願したものであり、登録の暁には、多くの需要者から使用料名目で金銭を請求できるとの不正の目的をもって本件商標を出願したことは明らかである。

### 柚葉の主張
2022年10月3日、柚葉は上記識別性についての主張に対し答弁書で以下反論した。
請求人〔編集者注:ドワンゴ〕は「ゆっくり茶番劇」という文字が動画の一ジャンルとして出願時又は登録時において広く知られていたのであるから商標法第３条第１項第３号に該当すると述べているが、「ゆっくり茶番劇」が出願時又は登録時においてほとんど知られていない、ほとんど使用されていない商標であったことが明らかであるから、これが登録されても公益を害するようなことはなく、商標法第３条第１項第３号には該当しない商標であることが明らかである。
請求人は「ゆっくり茶番劇」という商標について「ゆっくり実況」や「ゆっくり解説」と同列に語っているが、「ゆっくり茶番劇」という商標は使用している者がいたとしても広く知られていたわけではなく、これが商標として自他役務識別力がなくなることは到底あり得ないことから十分に特別顕著性を有しているといえる。
また、柚葉は上記の公序良俗違反（商標法4条1項7号）旨の主張に対し、以下反論した。
被請求人が商標登録した目的は、

・自身が業として行っている役務を表示する商標を守りたいと考えていた

・ゆっくり茶番劇に関する動画の投稿者間では非常に陰湿ないじめのような行為、嫌がらせ行為が日常的に起きていたため、そのような状況を改善したいと考えていた

・本件商標を用いた動画のジャンルを明確にしたいと考えていた

・著作権侵害などがあふれていたことから法の遵守を徹底した管理をしたいと考えていた

といったものである。
被請求人は、公序良俗違反どころか、犯罪行為や公序良俗違反を止める目的ももって商標登録したのであるから商標法第４条第１項第７号に該当するという請求人の主張は失当である。

### 審決
2023年7月20日、特許庁は「ゆっくり茶番劇」の商標登録を無効とする審決を下した。
特許庁の審判官の合議体は、以下判示したうえで、本商標が自他役務識別力を有さない（商標法3条1項３号、同項6号）と判断した。
本件商標の登録査定時において、「ゆっくり茶番劇」の語が動画のジャンル又はカテゴリーの一つを表すものとして、動画プラットフォームの提供者、動画の投稿者及び動画の閲覧者によって、使用され、かつ、認識されていた。
また、特許庁の審判官の合議体は、以下により本件商標が公序良俗違反（商標法4条1項7号）にも該当すると判断した。
動画のジャンル又はカテゴリーの一つを表す「ゆっくり茶番劇」の文字からなる本件商標を、被請求人がその指定役務について出願し、登録を受けることは、これまで何らの制約もなく、「ゆっくり茶番劇」に関する動画を投稿していた者又は同動画をこれから投稿しようとする者に対して、無用な混乱を招くおそれがあり（現に混乱を招いた。）、このような混乱を招くおそれがある本件商標の登録を認めることは、社会公共の利益に反し、社会の一般的道徳観念に反するというべきである。

特許庁の審判官の合議体は、柚葉の主張について以下判示して、合議体の判断に採用することができないとした。
被請求人は、嫌がらせ行為があったことや著作権侵害があふれていることなどを主張するが、仮にそのようなことがあったとしても、そのような行為を行っていない、「ゆっくり茶番劇」に関する動画を投稿していた者又は同動画をこれから投稿しようとする者の全てに対して、無用な混乱を招いてよいものではない。
2023年8月27日、本審決について訴訟を提起できる期間を経過したため、審決が確定したとみられる。これにより、登録から放棄までの権利を含めて商標権が初めからなかったこととなり（商標法46条の2第1項）、「ゆっくり茶番劇」に係る商標権が完全に消滅した。